# Lil Gotit
Семая Заїр Рендер (нар. (9 серпня 1999 , Атланта ), знаний як Ліл Готіт, — американський репер і співак. Молодший брат репера Lil Keed.

## Раннє життя
Семая Заїр Рендер народився 1999 року в Атланті, штат Джорджія (США) і був наймолодшим в родині із семи дітей. Спочатку Рендер жив у Форест-парку на Конлі-роуд у Саутсайді в Атланті. Покинувши заклад освіти на першому курсі Рендер переїхав на Клівленд-авеню. Як і його брат та колега-репер Lil Keed, який на рік старший, Lil Gotit почав серйозно займатися репом після убивства іх спільного товариша Руді. Це сталося за кілька днів до випуску мікстейпу гурту Young Slime Season у 2016 році.
Потім Lil Gotit почав записувати пісні разом зі своїм братом Lil Keed, з яким він співпрацював над піснями: «Trap Bunkin», «Dirty Dancer» та «All Season». З часом його почали називати одним з наступних висхідних реп-зірок Атланти, а його музика почала звучати в клубах. Ім'я Lil Gotit походить від прізвиська Майя Готіт, яке він взяв для себе, натхненний тим, що він «має все». Своїм наставником репер назвав Young Thug.

## Кар'єра

### 2018—2019:Beginnings, Hood BabyіCrazy But It's True
Gotit співпрацював з Keed та Lil Uzi Vert для запису пісні «Heavy Metal». У листопаді 2018 року він знову працював з Lil Uzi Vert, щоб випустити пісню «Hercules». Він також випустив пісню «Superstar» разом з Gunna. Lil Gotit випустив свій дебютний студійний альбомHood Baby на Alamo Records, у тому числі 18 синглів «Loco» та «Small Todger». Альбом, спродюсований Юнг Ланом, вийшов 16 листопада 2018 року. Альбом містив сингли, зокрема «Blue Slimes» за участю Gunna, Скулі та Ліл Кіда, а також «Drip Severe». 14 березня 2019 року Lil Gotit випустив свій другий студійний альбом, Crazy But It's True. У цьому проєкті також брали участь Gunna, Wali Da Great, Lil Keed and Lil Durk.
29 березня 2019 року Lil Gotit випустив музичне відео на свій сингл «Drop The Top» за участю Lil Keed. 11 квітня 2019 року Lil Gotit  випустив свій сингл «Never Met» з музичним відео. 2 травня 2019 року Lil Gotit випустив сингл «Lil Ralph» у супроводі музичного відео. 8 травня 2019 року Famous Dex випустив аудіо для нової пісні «Fully Loaded» за участю Lil Gotit . Пізніше, 29 травня 2019 року, було опубліковано музичне відео на Fully Loaded Того ж дня вийшло анімаційне відео на сингл Gotit «Da Real HoodBabies (Remix)» за участю Lil Baby. 1 липня 2019 року Lil Gotit випустив свій сингл «Pop My Shit», пісня супроводжувалася музичним відео, а також реміксом за участю Lil Keed, який пізніше вийшов 20 серпня. 7 серпня 2019 року Lil Gotit випустив свій сингл «Oh Ok» та відеокліп до нього.

### 2019— теперішній час:The Real Goat,Hood Baby 2таTop Chef Gotit
22 серпня 2019 року Lil Gotit оголосив про вихід свого третього студійного альбому Hood Baby 2. 5 вересня 2019 року він випустив свій новий мікстейп The Real Goat з 16 новими піснями. Мікстейп вийшов після його попереднього оголошення про випуск свого майбутнього альбому Hood Baby 2 пізніше цього року. 12 вересня 2019 року Lil Gotit випустив музичне відео на ремікс «Da Real Hood Babies» за участю Lil Baby. 9 жовтня 2019 року Lil Gotit випустив кліп на свою пісню The Real Goat «No Talking» за участю Slimeball Yayo.
30 січня 2020 року вийшов спільний сингл Lil Gotit «A'Team (You Ain't Safe)» разом з Lil Yachty, Lil Keed та Zaytoven. Це був другий сингл з їхнього майбутнього спільного альбому «A-Team». 6 лютого 2020 року Lil Gotit випустив свій сингл «Bet Up» і оголосив про свій майбутній проєкт Superstar Creature, виконавчим продюсером якого є London on da Track. 12 лютого 2020 року Lil Gotit випустив свій спродюсований Zaytoven сингл «Drip Jacker».
9 квітня 2020 року Lil Gotit випустив сингл «Bricks in the Attic», першу пісню зі свого третього студійного альбому Hood Baby 2. 23 квітня 2020 року Gotit випустив альбом Hood Baby 2. В альбомі представлені такі виконавці, як Gunna, Future, Lil Keed та Lil Yachty.
10 серпня 2020 року Lil Gotit випустив свій спільний сингл «What It Was» з Future, супроводжуваний відеокліпом для свого майбутнього альбому Crazy But It's True 2, який пізніше був перейменований на Top Chef Gotit.
17 березня 2021 року репер випустив свій сингл «Wok» та відеокліп на його підтримку перед його четвертим студійним альбомом «Top Chef Gotit», який вийшов 10 червня 2021 року.
8 грудня 2021 року Lil Gotit випустив свій спільний сингл «Walk Down» з генеральним директором Trayle, Lil Double 0 та покійним репером Biggz, який супроводжувався відеокліпом.
4 травня 2022 року Gotit випустив свій п'ятий студійний альбом The Cheater.
28 червня 2022 року Gotit випустив свій сингл «MF Trimm», який був улюбленою піснею Lil Keed і тому вийшов як данина пам’яті його братові Lil Keed, який помер за місяць перед тим.

## Концертні виступи
Lil Gotit виступив на сцені Audiomack на фестивалі Rolling Loud 10 травня 2019 року в Маямі, штат Флорида, виступаючи на одній сцені з Lil Durk, Juice Wrld, Rich the Kid та іншими. 14 вересня 2019 року Lil Gotit та Lil Keed виступили в театрі Novo в Лос-Анджелесі. Колеги-репери Дрейк, Lil Duke та Young Thug також були присутні на сцені протягом усього виступу. Виступав на фестивалі Rolling Loud в Окленді 29 вересня 2019 року 12 жовтня 2019 року Lil Gotit виступив на нью-йоркському фестивалі Rolling Loud, а наступного дня виступив на фестивалі A3C в Атланті.

## Дискографія

### Студійні альбоми
| Назва                                                | Деталі альбому                                                                                         | Пікові позиції у рейтингу |
| Назва                                                | Деталі альбому                                                                                         | НАС                       |
| ---------------------------------------------------- | --- | ------------------------- |
| Hood Baby                                            | - Випуск: 16 листопада 2018 року - Мітка: Alamo - Формати: завантаження музики, потокове мультимедіа   | —                         |
| Crazy But It's True (укр. Божевільно, але це правда) | - Випуск: 13 березня 2019 року - Мітка: Alamo - Формати: цифрове завантаження, потокове передавання    | —                         |
| Hood Baby 2                                          | - Вийшов: 24 квітня 2020 року - Мітка: Alamo - Формати: цифрове завантаження, потокове передавання     | 200                       |
| Top Chef Gotit                                       | - Вийшов: 10 червня 2021 року - Мітка: Alamo - Формат: цифрове завантаження, потокове передавання      | —                         |
| The Cheater                                          | - Вийшов: 4 травня 2022 року - Лейбл: Alamo, Sony - Формат: цифрове завантаження, потокове передавання | —                         |

### Мікстейпи
| Назва              | Деталі                                                                                             |
| ------------------ | -------------------------------------------------------------------------------------------------- |
| The Real Goat      | - Випуск: 20 вересня 2019 року - Мітка: Alamo - Формат: цифрове завантаження, потокове передавання |
| Superstar Creature | - Випуск: 21 лютого 2020 року - Мітка: Alamo - Формат: цифрове завантаження, потокове передавання  |

### Спільні мікстейпи
| Назва                                                      | Деталі мікстейпу |
| ---------------------------------------------------------- | --- |
| A-Team (укр. Команда) (з Zaytoven, Lil Keed та Lil Yachty) | - Випуск: 28 лютого 2020 року - Лейбл: Familiar Territory, Opposition Records - Формат: цифрове завантаження, потокове передавання |

### Спільні виступи
| Назва                  | Деталі |
| ---------------------- | --- |
| Hood Fifty (з 10fifty) | - Випуск: 13 грудня 2019 року - Мітка: 10fifty, Alamo - Формат: цифрове завантаження, потокове передавання |

### Одиночні виступи

#### Як провідний виконавець
| Назва                                                    | Рік      | Пікові позиції у рейтингу | Альбом              |
| Назва                                                    | Рік      | США R&B/HH                | Альбом              |
| -------------------------------------------------------- | -------- | ------------------------- | ------------------- |
| «Superstar» (спільно з Gunna)                            | 2018 рік | —                         | Hood Baby           |
| «Big Bertha»                                             | 2018 рік | —                         | Hood Baby           |
| «Hercules» (спільно з Lil Uzi Vert)                      | 2018 рік | —                         | Hood Baby           |
| «Drip Severe»                                            | 2018 рік | —                         | Hood Baby           |
| «Freestyle»                                              | 2018 рік | —                         | неальбомний сингл   |
| «Da Real HoodBabies» (соло в реміксі спільно з Lil Baby) | 2019 рік | 87                        | Crazy But It's True |
| «Now»                                                    | 2019 рік | —                         | Crazy But It's True |
| «Drop the Top» (спільно з Lil Keed)                      | 2019 рік | —                         | Crazy But It's True |
| «Lil Ralph»                                              | 2019 рік | —                         | неальбомний сингл   |
| «Never Met»                                              | 2019 рік | —                         | неальбомний сингл   |
| «Pop My Shit» (соло на ремікс спільно з Lil Keed)        | 2019 рік | —                         | неальбомний сингл   |
| «Oh Ok»                                                  | 2019 рік | —                         | неальбомний сингл   |
| «Drip On»                                                | 2019 рік | —                         | неальбомний сингл   |
| «Real Sosa Boy»                                          | 2019 рік | —                         | неальбомний сингл   |
| «Patek Water»                                            | 2019 рік | —                         | Hood Fifty          |
| «Drip Jacker»                                            | 2020 рік | —                         | A-Team              |
| «Bet Up»                                                 | 2020 рік | —                         | Superstar Creature  |
| «Free Melly» (спільно з Polo G)                          | 2020 рік | —                         | Superstar Creature  |
| «Bricks In The Attic»                                    | 2020 рік | —                         | Hood Baby 2         |
| «Never Legit»                                            | 2020 рік | —                         | Hood Baby 2         |
| «What It Was» (спільно з Future)                         | 2020 рік | —                         | неальбомний сингл   |
| «Tellin Ya» (спільно з Lil PJ)                           | 2020 рік | —                         | неальбомний сингл   |
| «Dead Walkin»                                            | 2020 рік | —                         | неальбомний сингл   |
| «Wok»                                                    | 2021 рік | —                         | Top Chef Gotit      |
| «Burnt N Turnt» (спільно з NAV)                          | 2021 рік | —                         | Top Chef Gotit      |